# Зигмунт Хихла
Зигмунт Хихла (пол. Zygmunt Chychła; 6 листопада 1926 — 26 вересня 2009) — польський боксер, Олімпійський чемпіон (1952), дворазовий чемпіон Європи (1951, 1953). Заслужений майстер спорту.

## Біографія
Народився 6 листопада 1926 року в місті Данцигу. Зайняття боксом розпочав у спортивному клубі «Gedania».
В роки Другої світової війни призваний до Вермахту й направлений на Західний фронт, де здався у полон французьким партизанам. Після звільнення Франції переїхав до Італії, де вступив до 2-го Польського корпусу генерала В. Андерса. На військовій службі перебував до 1946 року, за цей час двічі вигравши чемпіонат корпусу з боксу в легкій вазі.
Чотири рази вигравав чемпіонат Польщі (1948–1950, 1952), був переможцем командного чемпіонату Польщі сезону 1948–1949 років у складі команди «Gedania». Сімнадцять разів брав участь у міждержавних змаганнях з боксу (15 перемог, 2 поразки).
Двічі, у 1951 та 1953 роках перемагав на чемпіонатах Європи з боксу.
Учасник літніх Олімпійських ігор 1948 та 1952 року. На літніх Олімпійських іграх 1948 року в Лондоні (Велика Британія) дістався чвертьфіналу, де поступився італійцеві Алесандро д'Оттавіо. На літніх Олімпійських іграх 1952 року в Гельсінкі (Фінляндія) почергово переміг П'єра Вотерса (Бельгія), Хосе Давалоса (Мексика), олімпійського чемпіона 1948 року Юліуса Торму (Чехословаччина), Гюнтера Хейдемана (Німеччина), й у фінальному двобої переміг росіянина Сергія Щербакова.
У 1951 і 1952 роках визнавався Спортсменом року в Польщі.
У 1953 році З. Хихла зіграв боксера у художньому фільмі «Справа, яку треба владнати».
Через захворювання на туберкульоз полишив спорт. Займався тренуванням молодих боксерів у Гданську, Лемборку і Гдині.
У 1970 році переїхав до Німеччини. Помер 26 вересня 2009 року в Гамбурзі.